# 電流感測技術

D'Arsonval/Weston型檢流計的圖。電流由線圈的+端流到−端。線圈會產生磁場，磁場會和永久磁鐵產生的磁場相斥，進而使線圈及指針旋轉。指針旋轉的角度會和電流成正比。

電流感測技術（current sensing）是電機工程及電子工程中感測電流的技術。所量測的電流小至數pA，大到上萬安培。使用的電流感測方式會依電流大小、精確度、頻寬、可靠度、成本、隔離需求以及大小而有所不同。所量測的電流可能直接顯示在儀器上，或是利用其他裝置，轉換為數位的資料。
電流感測技術可以使用shunt電阻、電流互感器（Current transformer）、罗氏线圈、應用磁場原理的傳感器等。

## 電流感測器
電流感測器是可以偵測導線內電流的裝置，並且產生和電流成比例的信號。產生的信號可以是類比的電壓或是電流信號，也可以是數位信號。產生的信號可以接到儀表（例如電流表）顯示，可以儲存在資料擷取系統中，作進一步的分析，也可以用在控制上。
感測電流以及輸出信號可以是：
- 交流輸入
  - 類比輸出，複製量測到的電流波形。
  - 雙電源輸出，複製量測到的電流波形。
  - 單電源輸出，和量測電流的均方根值成正比。
- 直流輸入。
  - 單極性，配合單電源輸出，複製量測到的電流波形。
  - 數位輸出，在量測到電流超過一定值時進行切換。

## 電流感測的需求
電流感測技術需要滿足許多不同的需求，常見的需求如下：
- 高靈敏度
- 高精度及線性度
- 頻寬夠寬
- 可以量測交流及直流
- 低溫度漂移
- 抗干擾
- IC封裝
- 低耗電
- 低價

## 技術
- 霍爾效應集成电路感測器。
- 变压器或是電流鈎表（適用於交流電）。
- fluxgate感測器（適用於交流電及直流電）。
- 電阻器，其電壓和流過的電流成正比。
- 光纖電流感測器（英语：Fiber optic current sensor），利用干涉測量術來量測磁場造成的光相位偏移。
- 罗氏线圈，量測交流或是高速電流脈波的裝置，

霍爾效應電流感測器是由霍爾效應（由埃德温·霍尔在1879年發現）來感測電流，可以量測交流、直流或是脈衝電流。
電流感測器有廣泛的應用，而且有不同的信號輸出方式，可以再配合其應用進行處理，因此已應用在許多不同的產業中。

## shunt電阻

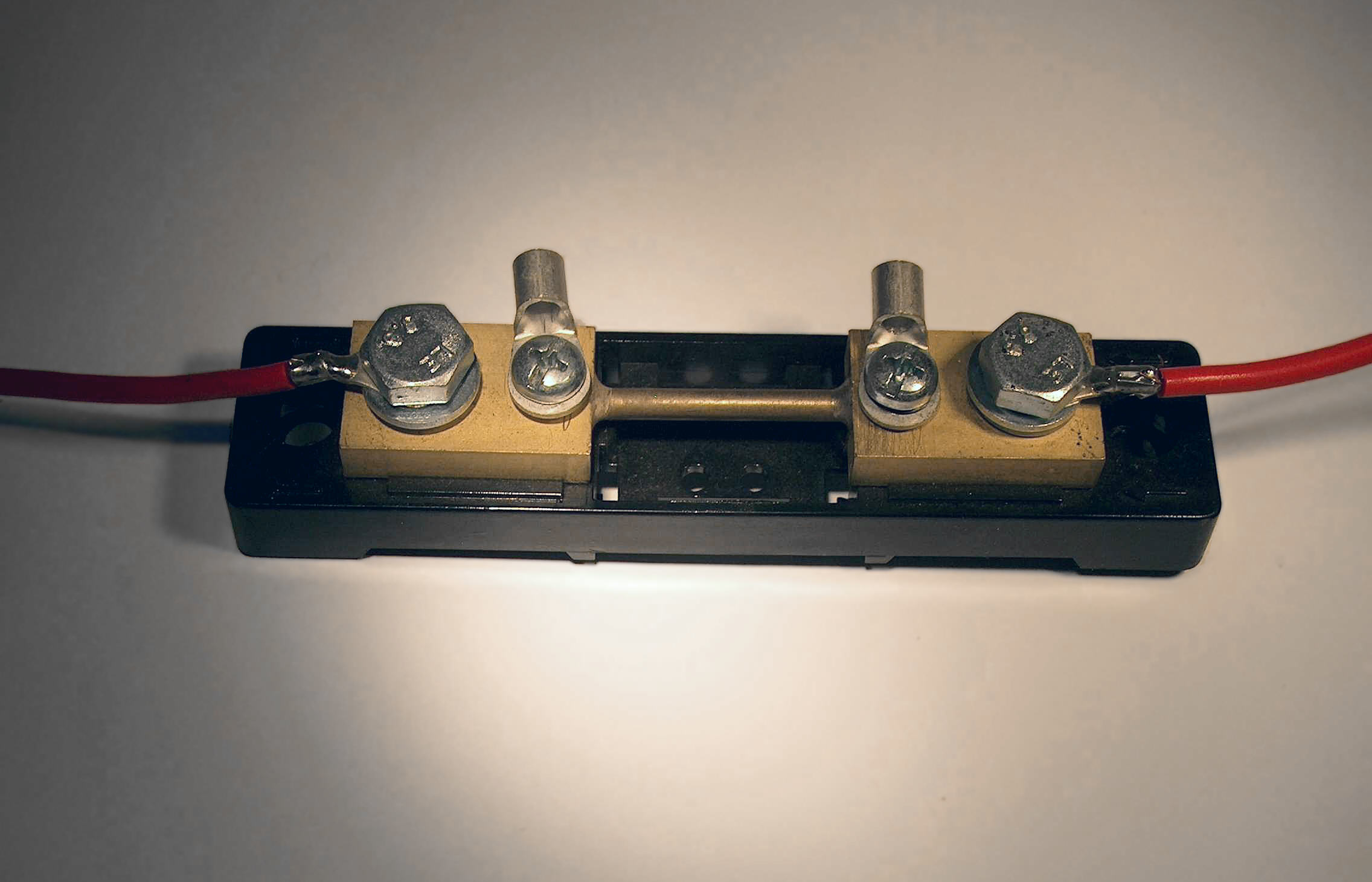
shunt電阻

根據歐姆定律，電阻的電壓降和流經電阻的電流成正比。歐姆定律可以用來量測電流。依此原理製作的電流感測器有價格低，可靠度高的優點。
最常見及簡單的電流量測是shunt電阻。Shunt電阻上的電壓和其電流成正比。shunt電阻可以量測交流電流以及直流電流。若是要量測快速上昇時間，且有大電流的暫態電流，會使用高性能的同軸shunt電阻，不過高度整合的電子設備會考慮尺寸以及其成本，因此會選擇使用低成本的SMD shunt電阻。
shunt電阻中的寄生電感會影響高精確度的電流量測。雖然此效應對阻抗大小的影響，在相對高頻時才比較明顯，但是會影響工頻下的相位，在低功率因素時也會造成較大的誤差。因著shunt電阻低價及高可靠度的特性，是電流量測系統常會用到的元件。shunt電阻主要的缺點是在本質上shunt電阻仍是電阻性的元件，其功率損失和通過電流的平方成正比，因此很少用在大電流的量測。
針對量測高衝擊電流或大突波電流的快速響應，是對shunt電阻的常見要求。Malewski在1981年設計了一個電路可以消除集膚效應，在1999年引入了flat-strap sandwich shunt（FSSS），產生了flat-strap三明治電阻。FSSS的特性在響應時間、功率損失和頻率特性上都和shunt電阻類似，但凡其價格較低，其組裝技術比Malewski shunt電阻或同軸shunt電阻要簡單。

### 痕電阻量測
導電元件（多半是印刷電路板上的銅箔）的本質電阻也可以取代shunt電阻，作為電流量測的元件。因為不需要額外的電阻，此作法的好處是低成本，節省空間，而且也不會有額外的能量損失。因為銅箔的電阻很小，上面的電壓降也很小，因此需要高增益的放大器，才能取得有用的信號。
電流量測的過程會受到許多物理效應的影響：像是銅箔的熱漂移、銅箔電阻的初始條件等。因為熱漂移較大，此作法不適合要有相當精確度的應用。為了克服熱漂移相關的問題，可以用數位控制器來進行銅箔的溫度漂移補償以及校正。此作法很大的缺點是無法避免的要在感測電流以及要量測電流之間建立電氣連接。透過所謂的隔離放大器，可以加入電氣隔離。但放大器很貴，而且可能會破壞原來電流感測技術所得的頻寬、精度及溫度漂移。因此，若是低價，且需要電氣隔離的應用，一些在本質上就提供電氣隔離的電流感測技術會有比較好的效果。

## 以法拉第定律為基礎的電流感測器
法拉第感應定律提到：封閉電路上感應的總電動勢和電路上的總磁通變化率成正比。這已應用在電流量測上。依照法拉第感應定律的電流感測器包括有電流互感器（CT）以及罗氏线圈。這類感1感測器在本質上可以提供量測電流和輸出信號之間的電氣絕緣，因此在一些要求電氣絕緣的安全標準中，會強制使用這類的電流感測器。

### 電流互感器

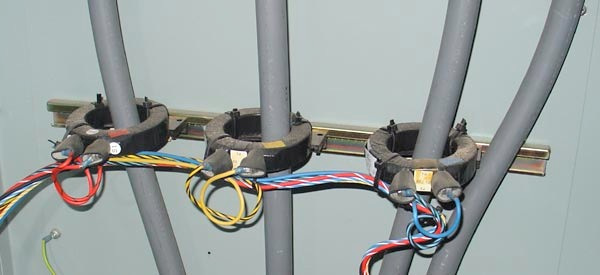
三相400A的電源供應設備中，量測用的電流互感器

電流互感器（Current transformer）是以變壓器的原理運作，可以將一次側的大電流轉換為二次側的電流，常用在交流大電流的量測系統中。此設備是被動設備，因此不需要額外的驅動電路。
電流互感器有另一個優點，可以在消耗電能很少的條件下，量測大電流。電流互感器的缺點是若一次測的電流很大，或是其中有相關的直流成份，會讓電流互感器鐵心用的鐵磁性材料飽和，因此破壞輸出的信號。另一個缺點是鐵心磁化後會有的遲滯現象，精度會受到影響，需要消磁才能恢復其精度。

### 罗氏线圈

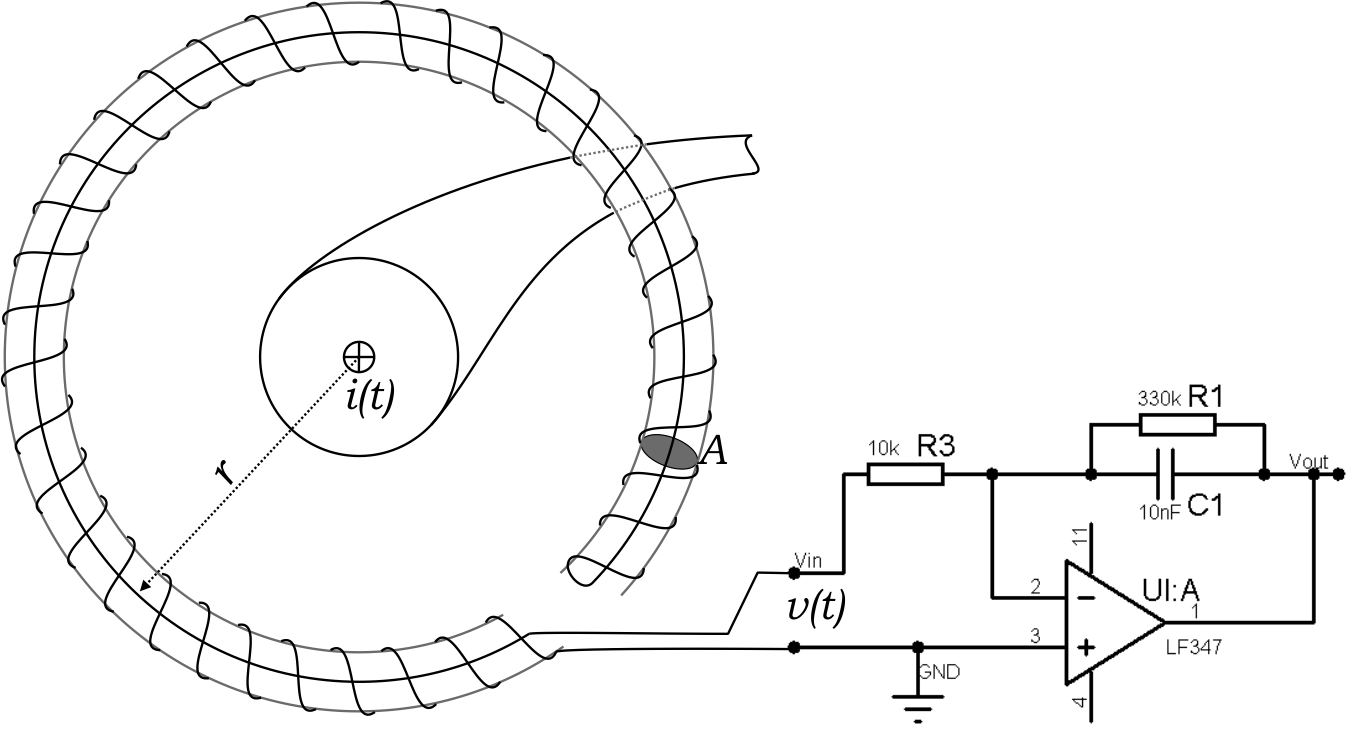
罗氏线圈

罗氏线圈（Rogowski coil）也是依法拉第感應定律為基礎，罗氏线圈的輸出電壓Vout是利用積分電路所得，和所量測到電流Ic的關係如下：
{\displaystyle V_{\rm {out}}=-k{\frac {NA\mu _{0}}{2\pi r}}I_{\rm {c}}+v_{\rm {out}}(0)}
其中A是線圈的截面積，N是線圈匝數
罗氏线圈沒有變壓器中使用的高磁導率材料，因此其靈敏度較低。不過可以用增加線圈匝數，或是使用高增益的積分器來改善。線圈匝數增加會讓電容和自感增加，積分器增益高就表示有放大器，以及高增益頻寬的產品。在工程的考量，需要在這幾項規格之間做取捨。

## 磁場感測器

### 霍爾效應

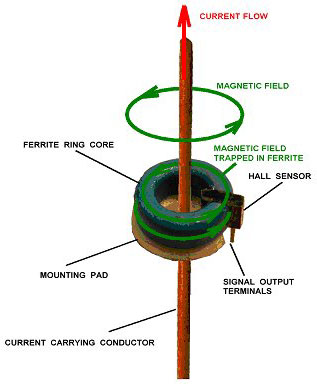
整合鐵氧體磁環以及霍爾元件的感測器示意圖

霍尔效应传感器是利用霍爾效應感測磁場的感測器。霍尔效应传感器可以針對電流互感器中的直流電流進行非接觸的量測，其作法會將電流導體周圍加上一個有氣隙的磁芯，將霍爾感測器裝置在氣隙的位置。因此可以量測直流的磁通量，也可以計算直流的電流。
當電流流經導體時，會在導體周圍產生磁場。因此可以設計非接觸式的電流感測器。此裝置有三個端子，有二個端子提供感１測器電源，第三個端子會輸出和電流成正比的電壓。這種感測器有幾個好處：在一次側電路不需要額外的電阻（像最常見的shunt電阻量測法，在一次側就會增加電阻），要感測電路上的電壓不會送到感測器上，提昇量測設備的安全性。
若將霍爾元件和鐵氧體磁環整合，因磁場在鐵氧體中的磁阻較小，可以讓磁場集中在鐵氧體磁環以霍爾元件上，提昇磁通密度，可以大幅減少周圍雜散磁場的影響，影響程度是不加鐵氧體磁環的百分之一。此組態也可以提昇信噪比，比單純的霍爾元件要好20倍。

### fluxgate感測器

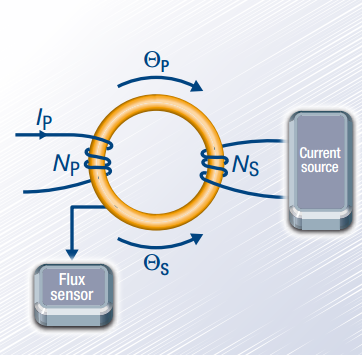
fluxgate技術原理

fluxgate感測器，也稱為可飽和電感電流感測器，其原理類似霍爾效應的電流感測器，用特殊的感測元件感測一次側電流產生的磁場。其設計類似閉環的霍爾效應電流感測器，唯一的差異是感測元件，fluxgate感測器會用會飽和的電感代替霍爾效應感測器中放在氣隙的霍爾元件。
fluxgate感測器原理是偵測電感的變化。可飽和電感是用小且薄的磁芯組成，上面繞有線圈。可飽和電感會在其飽和區工作。其設計原理是讓外部和內部磁通密度影響其飽和程度。其飽和程度的變化會影響磁芯磁导率，最終會影響電感L。可飽和電感L的值在低電流時比較高（會是磁芯的磁导率），在高電流時會比較低（磁芯飽和時磁导率會變成1）。fluxgate感測器的特性和許多磁性材料的特性有關，會出現磁場強度H和磁通密度B之間的非線性關係。

### 磁阻電流感測器
磁阻（magneto-resistor，簡稱MR）是一種二個端子的零件,其電阻會隨磁場有拋物線的變化。磁阻的電阻隨磁場的變化稱為磁阻效应。可以建立磁阻結構，使其電阻變成施加磁場的函數。此結構可以用作磁感測器。一般而言，這些電阻會配置成電橋的組態，以補償溫度漂移的影響。
常見以磁阻效应為基礎的感測器有：異向性磁阻感測器（Anisotropic Magneto Resistance、AMR）、巨磁阻感測器（Giant Magneto Resistance、GMR）、巨磁阻抗（Giant Magneto Impendence、GMI）及隧道磁阻（Tunnel Magneto Resistance、TMR）。這些以磁阻效应為基礎的感測器，其靈敏度比霍爾效應感測器高。此外，這些感測器（GMR、CMR及TMR）還是比霍爾效應感測器要貴很多，也有一些嚴重的缺點，例如非線性的特性、獨特的熱漂移，以及GMR在非常強的外部磁場下會永久破壞的問題。GMI和TMR的感測器其靈敏度比GMR感測器要高很多，目前只有少數廠商有能力量產（例如TDK、Crocus、Sensitec和MDT）。